# Oscar Almquist
Oscar John Almquist (* 7. März 1908 in Eveleth, Minnesota; † 16. Dezember 1986) war ein US-amerikanischer Eishockeytorwart und -trainer. Der Torwart spielte als Profi für Eveleth und St. Paul, bevor er als Highschool-Trainer durch seine langjährige und erfolgreiche Tätigkeit für die Roseau High School bekannt wurde.
Almquist wuchs in Eveleth auf und spielte von 1923 bis 1927 in dortigen Highschool-Mannschaft. Nach seinem Abschluss war er zwei Jahre lang für Virginia in einer regionalen Amateurliga tätig, bevor er an das St. Mary’s College in Winona, Minnesota ging. Dort wurde er 1932 ein All-American-Spieler. Anschließend begann er seine Profikarriere bei den Eveleth Rangers in der Central Hockey League. Nach einem Jahr ging er zu den St. Paul Saints (CHL, ab 1935 American Hockey Association), für die er drei Jahre aktiv war. Zweimal wurde er in das Allstar-Team berufen (1934, 1936).
1937 kehrte er nach Nord-Minnesota zurück und begann als Highschool-Eishockeytrainer zu arbeiten. Seine Spielerkarriere ließ er bei der Amateurmannschaft Roseau Cloverleafs ausklingen. 1938 ging er an die Highschool von Roseau, für deren B-Mannschaft er zunächst verantwortlich war. Später wurde er Cheftrainer und etablierte die Rams als eine der Spitzenmannschaften in Minnesota. Bei insgesamt 14 Teilnahmen am State Tournament gewannen sie viermal den Titel (1946, 1958, 1959 und 1961). Zwischen 1957 und 1959 siegten die Rams in 49 Spielen in Folge. Bei seinem Rücktritt 1967 kam er auf die Bilanz von 404 Siegen bei 148 Niederlagen und 21 Unentschieden. Anschließend übernahm er die Leitung der Highschool.
1983 wurde er in die United States Hockey Hall of Fame aufgenommen.